# Иван Делев (Охрид)
Вижте пояснителната страница за други личности с името Иван Делев.
Иван Делев е български революционер, деец на Вътрешната македоно-одринска революционна организация.

## Биография
Иван Делев е роден големия български македонски град Охрид, тогава в Османската империя, днес в Северна Македония. Става учител и преподава в българското училище в Смилево. Там се занимава активно с революционна дейност. През Илинденско-Преображенското въстание през лятото на 1903 година е войвода на чета на ВМОРО.